# Monomorium hirsutum
Monomorium hirsutum är en myrart som beskrevs av Auguste-Henri Forel 1910. Monomorium hirsutum ingår i släktet Monomorium och familjen myror. Inga underarter finns listade i Catalogue of Life.